# Eduard Hermanutz
Eduard Hermanutz (* 1902 in Ulm; † 1992 in Freiburg im Breisgau) war ein deutscher Bildhauer, Maler und Grafiker.

## Leben und Werk
Eduard Hermanutz wurde 1902 in Ulm in eine Schreinerfamilie hineingeboren. Die Vorfahren seiner Mutter waren Steinmetze. Sein künstlerischer Werdegang zeichnete sich schon früh ab. Er absolvierte zunächst eine Holzbildhauerlehre in Ulm. 1922 bis 1924 ging er auf Wanderschaft ins Rheinland und nach Luxemburg. Von 1928 bis 1933 studierte er an den Kunstakademien München und Stuttgart. Studienreisen führten ihn nach Rom.
Von 1933 bis 1939 wirkte Hermanutz als Bildhauer in Luxemburg. Hier schuf er zahlreiche Art-Deco-Skulpturen für die Firma Villeroy und Boch. Nach Kriegsgefangenschaft ließ er sich in Ehingen nieder und schnitzte zunächst für die dort ansässige Möbelfabrik Decker Dekore. Bald darauf eröffnete er eine eigene Werkstatt. Von 1949 bis 1977 wirkte er als selbständiger Bildhauer in Ehingen. In dieser Zeit erhielt er zahlreiche Aufträge für Kunst im öffentlichen Raum. Er schuf unter anderem Reliefs für Brunnen, Gaststätten und beispielsweise auch die Bürgermeisterreliefs für den Sitzungssaal des Ehinger Rathauses. In den 1950er Jahren schuf er zahlreiche Gefallenendenkmale.
Nach wenigen Jahren in Ehingen kam Eduard Hermanutz mit ortsansässigen Narrenzünften in Kontakt und schnitzte für diese ihre volkstümlichen alemannischen Masken. So entstanden die Masken der Wilden Weiber (1955), der Groggentäler (1956) und teilweise auch der Urdämonen. 1977 zog er von Ehingen nach Freiburg im Breisgau um, wo er 1992 starb.

## Ausstellungsteilnahmen (Auszug)
- 1932: Stuttgarter Sezession (Mädchen mit erhobenem Arm, Gips; Hockendes Mädchen, Gips; Porträt Kunstmaler P., Gips).
- 1933: Ausstellung in Ulm.
- 1933: Württembergische Kunstschau Stuttgart.